# ایلیزا کائوتسه
ایلیزا کائوتسه (انگلیسی: Elīza Cauce؛ زادهٔ ۲۱ اوت ۱۹۹۰) ورزشکار لژسواری اهل لتونی است.
وی در مسابقات کشوری و بین‌المللی در مجموع برندهٔ ۵ مدال نقره، ۶ مدال برنز شده‌است.